# Zbigniew Boniek
Zbigniew Kazimierz Boniek (* 3. března 1956, Bydhošť) je bývalý polský fotbalista a fotbalový trenér, od roku 2012 předseda Polského fotbalového svazu (PZPN). Hrál na pozici útočníka či ofenzivního záložníka. Mimo Polska působil jako hráč a trenér v Itálii.
Je po něm pojmenován honduraský fotbalový reprezentant Óscar Boniek García.

## Klubová kariéra
S Widzewem Lodž se stal dvojnásobným mistrem Polska (1980/81, 1981/82).
Vítěz Poháru mistrů evropských zemí 1984/85, Poháru vítězů pohárů 1983/84, Superpoháru UEFA 1984 a Interkontinentálního poháru 1985. To vše s Juventusem Turín, k jehož pilířům v 80. letech 20. století patřil. Vyhrál s ním jednou i italskou ligu (1983/84) a italský pohár (1982/83). Ten vyhrál i v sezóně 1985/86, tentokrát již s AS Řím.

## Reprezentační kariéra
Držitel bronzové medaile z mistrovství světa roku 1982. Hrál i na světových šampionátech 1978 a 1986. Je členem Klubu Wybitnego Reprezentanta, který sdružuje polské fotbalisty s 60 a více starty za národní tým. Za polskou reprezentaci celkem odehrál 80 zápasů, v nichž vstřelil 24 branek.

## Trenérská a funkcionářská kariéra
Po skončení hráčské kariéry se stal trenérem, vedl především italské kluby a roku 2002 krátce i polskou reprezentaci. Posléze se však přeorientoval na funkcionářskou práci a roku 2012 se stal předsedou Polského fotbalového svazu.

## Ocenění

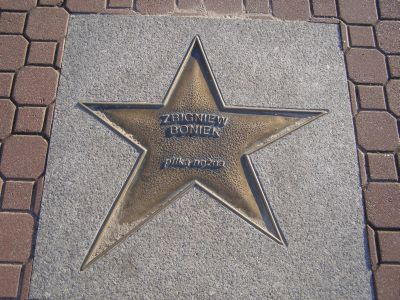
Hvězda Z. Bonieka na promenádě ve Władysławowu v Polsku.

Pelé ho roku 2004 zařadil mezi 125 nejlepších žijících fotbalistů, jakožto jediného Poláka. Dvojnásobný polský Fotbalista roku (1978, 1982). V anketě Zlatý míč, která hledala nejlepšího fotbalistu Evropy, se roku 1982 umístil na třetím místě.